# Eugène Connangle
Eugène Connangle, né le 29 juin 1902 à Doulezon (Gironde) et mort le 22 janvier 1990 à Périgueux (Dordogne), est un résistant membre des Francs-tireurs et partisans sous le pseudonyme de Colonel Martial, en Dordogne, en Corrèze et dans le Languedoc.
En 1943, Eugène assura la distribution de tracts et journaux, camouflage d’armes en collaboration avec Maurice Loupias (Bergeret) dirigeant de l’Armée secrète (France) dans le Bergeracois et qu’il organisa les premiers groupes armées FTPF en Dordogne-sud. Maurice Loupias sera le libérateur de Bergerac le 21 août 1944, avant d’être nommé président du Comité de libération de la ville, puis sous-préfet. En même temps que Bergerac il y a Limoges prise par Georges Guingouin.  
Il est nommé en 1944 à Limoges par l’état-major des Francs-tireurs et partisans aux fonctions de commissaire aux effectifs inter-régional avec le grade de commandant (Haute-Vienne, Creuse (département), Corrèze, Dordogne.
Il est arrêté le 4 février 1944 à Larche (Corrèze) après l'attentat contre le Docteur Lejeune chef départemental de la Milice française police au service de la Gestapo et des forces allemandes son responsable étais Joseph Darnand après cet attentat 
un jeune FTP est abbatu, Eugène Connangle est interné à Tulle. Dans une opération à laquelle Édouard Valéry, commissaire aux opérations pour la Corrèze, et Fernand Dupuy, autre responsable ont activement participé, il est délivré le 2 mars 1944 par les FTP de Corrèze. Cette opération a été montée sur les instructions de Georges Lassalle, qui sera abattu par des éléments de la Légion nord-africaine créée par Henri Lafont, placée sous le commandement d’Alexandre Villaplane avec 26 hommes dont Georges Dumas, le 26 mars 1944, à Brantôme,,,,.
Nommé à Montpellier (Hérault) par l’état-major FTPF aux fonctions de commissaire aux effectifs inter-régional avec grade de lieutenant-colonel pour le secteur de 5 départements de l'Occitanie.
Arrêté à Montpellier, interné à la caserne de Lauwe, il s'évade et revient en Corrèze, comme commissaire aux effectifs avec le grade de capitaine il organisa les sabotages sur les transports Brive-Limoges. Il prit part au combat de Carmaux, Albi et Fauch entre le 16 et le 23 août 1944. 
Après guerre en 1947, il figurait en troisième position sur la liste communiste à Périgueux pour les élections municipales. Il fut l’un des onze élus sur trente et un siège. Il ne fut pas candidat en 1953 mais figura à nouveau en 1959 sur la liste conduite par Yves Péron.